# Isaac Dogboe
Isaac Zion Kojo Dogboe (Accra, 26 settembre 1994) è un pugile ghanese.
Soprannominato Brave Son ("Figlio coraggioso", per la sua grande fede), ha avuto una carriera amatoriale di discreto successo, culminata con la sua partecipazione ai Giochi olimpici di Londra 2012 nella categoria dei pesi piuma. Passato al professionismo l'anno seguente, ha inanellato una striscia di 18 successi consecutivi prima di conquistare il titolo mondiale WBO supergallo: grazie a tale successo è diventato, all'età di 23 anni, il più giovane pugile ghanese iridato, superando il primato precedentemente appartenuto ad Ike Quartey (25).

## Biografia
Nato nella città ghanese di Accra, all'età di otto anni si trasferì nel sud di Londra, dove il padre Paul trovò lavoro come membro dell'esercito britannico e ingegnere meccanico.

## Carriera

### Carriera amatoriale
Dogboe ha una carriera amatoriale di discreto successo, accumulando un record di 35 vittorie e 3 sconfitte. Nel 2012 ottiene l'accesso ai Giochi olimpici di Londra 2012 arrivando secondo ai campionati africani, superato solamente dal marocchino Aboubakr Lbida.
Arrivato quindi a Londra in occasione della rassegna olimpica, nel primo round si ritrova opposto al giapponese Satoshi Shimizu. Avanti ai punti dopo le prime due riprese (4:3, 3:2), il pugile africano viene a gran sorpresa sconfitto a seguito della scelta dei giudici di assegnare il terzo round a Shimizu con il punteggio di 5:2. Il verdetto viene criticato sia dal pubblico locale che dagli esperti di settore, nonché definito come "misterioso".

### Carriera professionale
Compie il suo debutto da professionista il 30 agosto 2013, sconfiggendo l'ungherese Csaba Toth per KO al terzo round. Le prestazioni del giovane di Accra attirano presto l'attenzione del promotore Bob Arum, che decide di metterlo sotto contratto nel suo polo manageriale Top Rank.
Con alle proprie spalle una striscia di diciassette vittorie consecutive, che contribuiscono a cementare il suo status di sfidante per il titolo dei supergallo, il 6 gennaio 2018 diviene campione WBO ad interim di categoria grazie a una vittoria per KO tecnico sul messicano Cesar Juarez. Il match di unificazione con il campione californiano Jessie Magdaleno non tarda ad arrivare e si svolge il 28 aprile seguente al Liacouras Center di Filadelfia. Dopo aver subito il primo knockdown della carriera nel round d'apertura, Dogboe riuscirà ad imporre la maggiore potenza fisica e a infliggere a sua volta tre atterramenti al campione in carica, trionfando per KO tecnico all'undicesima ripresa. Tale vittoria, conseguita all'età di 23 anni, lo rende il più giovane pugile ghanese iridato; il precedente primato apparteneva ad Ike Quartey, capace di vincere la corona WBA dei welter nel 1994 a 25 anni.